# RFL111班機事故
RFL111班機事故是指在2014年1月20日時，一架隸屬於羅馬尼亞航空高級學校的飛機墜毀於羅馬尼亞阿爾巴縣、海拔高度1,400公尺阿普塞尼山脈的飛行事故。這次飛行原本計畫搭載5名醫生從布加勒斯特前往奧拉迪亞，但最後造成機長和一名醫學院學生死亡，而副機長與另外4名醫生則受傷 。